# Cormocephalus kraepelini
Cormocephalus kraepelini är en mångfotingart som beskrevs av Carl Graf Attems 1930. Cormocephalus kraepelini ingår i släktet Cormocephalus och familjen Scolopendridae. Inga underarter finns listade i Catalogue of Life.